# Karafiáth Orsolya
Karafiáth Orsolya (Budapest, 1976. szeptember 19. –) magyar író, költő, fordító, publicista, szerkesztő, énekesnő.

## Életpályája
1995-től 1999-ig az ELTE bölcsészkarán könyvtár és észt szakon, majd 1998–2002 között magyar–könyvtár tanárszakon tanult. A Ludwig Múzeumban könyvtáros és irodalmi rendezvények szervezője volt 2005 júniusáig. 2006 nyaráig a Kréta iskolai magazinnál dolgozott szerkesztőként. Újságíróként működött, kritikái, recenziói, tárcái és interjúi rendszeresen olvashatóak a Könyvhét, litera.hu, a Magyar Könyvgyűjtő és az Elle hasábjain.
Az Elektrik Bugi Kommandó együttesben énekelt.

## Kötetei
- 1999 – Lotte Lenya titkos éneke. Versek, Noran kiadó (ISBN 9639048496)
- 2004 – Café X, Ulpius-ház kiadó (versek; ISBN 9639602485)
- 2007 – Hubay Miklós–Ránki György–Vas István: Egy szerelem három éjszakája. Zenés tragédia. Rendezte: Makk Károly. A Budapesti Kamaraszínház Kht. és a Gyulai Várszínház közös produkciója a Tivoliban. Bemutató: 2007. október 30-án Ránki György zeneszerző születésének 100. évfordulóján; fotó Szebeni András, szöveg Karafiáth Orsolya; Budapest Kamaraszínház, Bp., 2007
- 2008 – A Maffia-klub, Ulpius-ház kiadó (regény; ISBN 9789639752825)
- 2009 – Cigánykártya, Ulpius-ház kiadó (versek; ISBN 9789632543123)
- 2012 – Kicsi Lili, Scolar Kiadó (regény; ISBN 9789632443812)
- 2013 – A házikedvenc; Scolar
- 2015 – Él; Scolar (Scolar versek)
- 2017 – Szirén – Scolar Kiadó (regény, ISBN ISBN 978-963-244-798-8)
- 2019 – Amikor a mama lelegelte a papa haját. Történetek felnövéshez; Scolar, Bp., 2019
- 2020 – Amikor Szécsi Pál a csöveken keresztül üzent, avagy így tanultuk a szerelmet; Scolar, Bp., 2020 (regény; ISBN 9789635092413)
- 2023 – Budapest Nagyregény. Budapest Brand Nonprofit Zrt., Bp., 2023 (társszerző)

## Publikációi folyóiratokban
- Versek: rendszeresen publikál az Élet és Irodalom, Forrás, Bárka, Jelenkor, Holmi, Népszabadság, Alföld stb. hasábjain. A tőle fordított versek a Wespennestben és a Hungarian Quarterly-ben láttak napvilágot.
- Próza: Jelenkor, 2001 májusában egy regényrészletet közölt
- Műfordítás: Kellade hellus / Harangok halk kondulása (2000, észt–magyar lírai antológia)
- 2002 júliusában a Polisz észt különszáma

## Főbb antológiák
- Köztéri mulatság – Palatinus (1998)
- Költészet napja – Olasz Kultúr Intézet (2001)
- Budapester Szenen – Junge ungarische Lyrik (1999)
- Magyar költészet az ezredfordulón – (2001)
- Szép versek (1999, 2000, 2001, 2002)

## Díjak, elismerések, ösztöndíjak
- 1998 – a Mozgó Világ nívódíja
- 1999 – Móricz Zsigmond-ösztöndíj
- 2000 – a Soros alapítvány ösztöndíja
- 2001 – az Avon Talentum támogatása
- 2003 – NKA alkotói ösztöndíj
- 2004 – a Zuger Kulturstiftung féléves berlini ösztöndíja
- 2005 – Magyar Köztársasági Arany Érdemkereszt (irodalmi munkásságáért)